# Alberndorf im Pulkautal
Alberndorf im Pulkautal là một thị trấn ở huyện Hollabrunn trong bang Niederösterreich, ở nước Áo. Đô thị này có diện tích 9,86 km², dân số năm 2001 là 738 người.